# 埤鄉里
埤鄉里是中華民國臺灣嘉義縣太保市的一個里，東與嘉義市西區頭港里、大溪里、竹村里毗鄰，北與南新里接壤，西與港尾里相連，南與水上鄉塗溝村、粗溪村相接，原名埤麻腳，1897年有148戶597人，1945年有154戶，2005年有933人，是以黃、林為大姓的雜姓集村。空軍嘉義基地位於里內。